# Lagarostrobos
Genre
Classification phylogénétique
Lagarostrobos est un genre de conifère.

## Espèces
- Lagarostrobos franklinii (Hook.f) Quinn - Pin Huon
- Lagarostrobos marginatus P.M.Wells & R.S.Hill

## Remarque
Pour Lagarostrobos colensoi (Hook.) Quinn, voir Manoao colensoi (Hook.) Molloy